# ドニー・ウォルバーグ
ドニー・ウォールバーグ（Donnie Wahlberg 、1969年8月17日 - ）は、アメリカ合衆国マサチューセッツ州出身のミュージシャン・俳優。本名はドナルド・エドモンド・ウォールバーグ・ジュニア(Donald Edmond Wahlberg, Jr.)。俳優のマーク・ウォールバーグ（元マーキー・マーク&ザ・ファンキー・バンチのマーキー・マーク）は弟。身長178cm。

## 来歴
マサチューセッツ州ボストン近郊のドーチェスターに生まれる。15歳の時にボストンでボビー・ブラウンが在籍していたことで知られるニュー・エディションの発掘者にして、ソングライター兼プロデューサーのモーリス・スターにより、白人少年R&Bグループ「ナヌーク」の一員となり、のちにニュー・キッズ・オン・ザ・ブロックとして、1986年にデビューを果たす。1988年に"Please Don't Go Girl"がヒット、アイドル・グループとしてトップスターとなる。
1990年に松田聖子の世界デビューシングル"THE RIGHT COMBINATION"でデュエットを披露。グループ活動後期には、プロデューサーとしても手腕を発揮する。
2008年4月より、ニュー・キッズ・オン・ザ・ブロックとしての活動を再開。
2016年、「3分間で最も自撮り写真を撮った人」としてギネス世界記録に認定された。

### 俳優として
1994年のニュー・キッズ・オン・ザ・ブロック解散の後は俳優に転身。『シックス・センス』の役作りでは約20キロ減量した。ヒットしたホラー映画『ソウ』シリーズ3作にも出演している。

### 私生活
NBAボストン・セルティックスの熱狂的なファンとして知られる。
1999年に結婚し二人の息子がいるが、2008年に離婚。現在はカリフォルニア州に在住。
2014年に女優のジェニー・マッカーシーと再婚した。ジェニーの連れ子が自閉症である。

## 主な出演作品

### 映画
| 公開年 | 邦題 原題                                                                        | 役名                        | 備考       |
| ------ | -------------------------------------------------------------------------------- | --------------------------- | ---------- |
| 1995   | ハード・ブレット/仁義なき銃弾 Bullet                                             | ビッグ・ボールズ            |            |
| 1996   | 身代金 Ransom                                                                    | チャビー・バーンズ          |            |
| 1998   | サブウェイ・パニック1:23PM The Taking of Pelham One Two Three                    | ミスター・グレイ            | テレビ映画 |
| 1998   | ボディ・カウント/ヤバい奴ら Body Count                                           | ブッカー                    |            |
| 1998   | サウス・ボストン Southie                                                         | ダニー・クイン              |            |
| 1999   | ゴースト・アウトローズ Purgatory                                                 | グレン / ビリー・ザ・キッド | テレビ映画 |
| 1999   | シックス・センス The Sixth Sense                                                 | ヴィンセント・グレイ        |            |
| 2003   | ドリームキャッチャー Dreamcatcher                                                | ダディッツ                  |            |
| 2005   | ビューティフルメモリー Marilyn Hotchkiss Ballroom Dancing and Charm School       | ランダル・イプスウィッチ    |            |
| 2005   | ソウ2 Saw II                                                                     | エリック・マシューズ        |            |
| 2005   | ウォーキング・オン・ザ・ムーン 3D Magnificent Desolation: Walking on the Moon 3D | ヘリウム3司令官             | 声の出演   |
| 2006   | ソウ3 Saw III                                                                    | エリック・マシューズ        |            |
| 2006   | アナポリス/青春の誓い Annapolis                                                  | バートン大尉                |            |
| 2006   | 9.11 アメリカ同時多発テロ 最後の真実 The Path to 9/11                            | カーク                      | テレビ映画 |
| 2007   | マイアミ・ギャングスター Kings of South Beach                                    | アンディ・バーネット        | テレビ映画 |
| 2007   | デッド・サイレンス Dead Silence                                                  | リプトン刑事                |            |
| 2007   | ソウ4 Saw IV                                                                     | エリック・マシューズ        |            |
| 2008   | ボーダー Righteous Kill                                                          | テッド・ライリー刑事        |            |
| 2008   | クロッシング・デイ What Doesn't Kill You                                         | モラン刑事                  | 脚本・出演 |
| 2011   | Mr.ズーキーパーの婚活動物園 Zookeeper                                            | シェーン                    |            |

### テレビシリーズ
| 放映年    | 邦題 原題                                              | 役名                                 | 備考           |
| --------- | ------------------------------------------------------ | ------------------------------------ | -------------- |
| 2000      | ザ・プラクティス ボストン弁護士ファイル The Practice   | パトリック・ルーニー                 | 1エピソード    |
| 2001      | Big Apple                                              | クリス・スコット                     | 7エピソード    |
| 2001      | バンド・オブ・ブラザース Band of Brothers              | カーウッド・リプトン少尉             | 全10エピソード |
| 2001      | UC アンダーカバー特殊捜査官 UC: Undercover             | ボビー                               | 1エピソード    |
| 2002-2003 | Boomtown                                               | ジョエル・スティーヴンス刑事         | 24エピソード   |
| 2007      | キル・ポイント The Kill Point                          | ホルスト・カリー警部                 | 8エピソード    |
| 2006-2008 | Runaway                                                | ポール・レイダー／ホランド           | 10エピソード   |
| 2010      | ザ・プロテクター/狙われる証人たち In Plain Sight       | ジミー・マッケイブ／ジミー・ポーター | 1エピソード    |
| 2010      | リゾーリ&アイルズ ヒロインたちの捜査線 Rizzoli & Isles | ジョーイ・グラント警部補             | 2エピソード    |
| 2010-2022 | ブルーブラッド 〜NYPD家族の絆〜 Blue Bloods            | ダニー・レーガン                     | 254エピソード  |